# Euclystis rubricosa
Euclystis rubricosa är en fjärilsart som beskrevs av Walker 1865. Euclystis rubricosa ingår i släktet Euclystis och familjen nattflyn. Inga underarter finns listade i Catalogue of Life.